# السيد شمس الله قادري
شمس المؤرخين العلامة حكيم سيد شمس الله قادري (24 نوفمبر 1885 - 22 أكتوبر 1953) ولد في حيدر أباد ديكان وكان مؤلفًا وكاتبًا ورئيس تحرير وعضوًا فخريًا في "Societe de I" Histoire de I'Inde Francaise وعضوًا في الجمعية الآسيوية الملكية لبريطانيا العظمى وأيرلندا منذ عام 1913.  ومن بعض أعماله محرر مجلة تاريخ ومؤلف كتاب الأردية القديمة في عام 1925.  يعتبر العلامة السيد شمس الله القادري أول باحث في علم الدكنانية. 
ويعتبر كتابه "الأردية القديمة" في تاريخ الأدب الأردي من المؤلفات الأساسية في هذا الموضوع. كتب قدري أكثر من مائة مقال حول مواضيع تاريخية وسيرة ذاتية وأدبية. إلى جانب هذه المقالات، كتب العديد من الكتب المتعلقة بجوانب مختلفة من تاريخ الهند الإسلامية. هيبان 7A 0957 ABS جزر المالديف
وكتب أيضًا عن علاقة العرب بالأمم الأخرى في العالم قبل فجر الإسلام. ويعتبر هذا البحث الذي كتبه القادري أول ما كتب باللغة الأردية حول هذا الموضوع "الإسلام". كان له الشرف أن يكون أول عالم في اللغة الأردية كتب موسوعة بهذه اللغة .، 
كان القادري عالماً خبيراً ومتميزاً،     كان يتقن العديد من اللغات المختلفة، فبالإضافة إلى العربية والفارسية والأردية والهندية كان يتقن أيضاً الإنجليزية والفرنسية والروسية والألمانية وغيرها.  من موسوعة قادري الأفضل  التي تغطي قائمة شاملة وموسعة من المصادر المهمة من العصور القديمة وتتضمن مجموعة واسعة من المعلومات، وتسلط الضوء على معلومات نادرة ومفيدة للغاية حول أنظمة التجارة القديمة في بلاد الفرس والصين. حيث وصف بالتفصيل.
منذ العصور القديمة كانت هناك علاقات تجارية بين بلاد فارس والصين .
كان هناك طريقين :
- 1. "الطريق البحري الذي يمتد من الخليج العربي ومالابار وسيلان وسيلان البريطانية وجاوة وسومطرة إلى جنوب الصين وجنوب الصين ؛"
- 2. وكانت الطرق البرية الثلاثة :
- 2.1. عبر كشمير
- 2.2. عبر كاثا كاثا وبورما وكاثان
- 2.3. عبر منغوليا .

كان الطريق البري أكثر ازدحامًا من الطريق البحري . اتبعت القوافل القادمة من بلاد فارس الطريق "عبر كاثا وكاثان" مفضلة ذلك الطريق على أي طريق آخر. هناك عمل فارسي يسمى "خاتاي ناماه"، وقد ترجم السيد شوفر بعض أجزائه، وهو يحتوي على قصة تاجر فارسي. يقدم هذا الكتاب وصفًا تفصيليًا لطرق التجارة في الصين والسلع المختلفة المتداولة فيها. كان الفرس يأخذون الأحجار الكريمة، والمرجان ، والدبس، واللؤلؤ ، والسلع القطنية إلى الصين ، ويحصلون في المقابل على الحرير ، والديباج ، والأواني الصينية، والشاي ، وأنواع مختلفة من الأدوية . 

## سيرته
ولد السيد شمس الله قادري في لال باغ بولاية حيدر أباد في 5 نوفمبر 1885 للسيد ذو الفخار الله شاه قادري وزوجته السيدة محبوب بيجوم، وكان لديه ابنة واحدة وأربعة أبناء هم السيدة شاهينشا بيجوم، بادمشري سيد أحمد الله القادري [الإنجليزية] ، السيد إمداد الله قادري، السيد سعد الله قادري والسيد أسد الله قادري.
وكان العلامة السيد شمس الله القادري قد ألف العديد من الكتب وكان أول باحث في علم الدكنائية.

## أعماله
- تاريخ الأدب الأردي: يعني، الأردية القديمة: تاريخ نادر للغاية ومفصل من ولادة اللغة الأردية حتى وفاة الإمبراطور أورنجزيب يوضح تفاصيل تطورها، ويعتبر كتاب الأردية القديمة يحتوي على معلومات مفيدة للغاية عن اللغة الأردية ويلقي الضوء على التفاصيل من فجرها إلى تقدمها. يعد الكتاب جزءًا من العديد من الجامعات المعاصرة في جميع أنحاء العالم بما في ذلك الهند وباكستان والمملكة المتحدة والولايات المتحدة الأمريكية وكندا وغيرها،[12][13][14][15][16][17] كان هذا الكتاب المعين من الأدب الأردي جزءًا من المنهج الرئيسي في الماجستير في الآداب (ماجستير) مع الأخذ في الاعتبار اللغة الأردية لغةً رئيسةً[18] وقد نُشر عام 1925 من قبل الناشر الشهير ماتبا مونشي نيوال كيشور من لكناو الهند.

- رواية نسب عائلة نواب نظام الملك آصف جاه شجرة آصفية: مكتوبة باللغة الفارسية مع مقدمة باللغتين الإنجليزية والأردية نشرتها دار التاريخ في عام 1938. رواية نسب مفصلة لعائلة نواب نظام الملك آصف جاه نظام حيدر أباد، جمعها نواب معظّم الدولة محمد بدر الدين خان بهادر رأفت جونغ في عام 1301 هـ، الابن الرابع لأمير الكبير شمس العمارة نواب محمد فخر الدين خان بهادر في عام 1252 هـ واستكملها مير جهاندار علي خان بمقدمة من نواب جيفان يار جانج رئيس معهد لطف الدولة للبحوث الشرقية، بكالوريوس الآداب (كانتاب) بار أت، رئيس المحكمة العليا في حيدر أباد. تحرير العلامة الحكيم السيد شمس الله قادري عضو فخري في جمعية تاريخ الهند الفرنسية. مع مقدمة ومراجع تاريخية مفصلة وجداول الأنساب. لا يقدم الكتاب علم الأنساب الشامل لسلالة أساف جاهي فحسب، بل يصف أيضًا الفروع المختلفة التي نشأت من السلالة.[19]

- موهيم أركوت، حصار أركوت: نُشر عام 1940 في مجلة تاريخ بقلم حكيم سيد شمس الله قادري في عام 1940، حيث وصف بالتفصيل "معركة أركوت" التي وقعت في جنوب شرق الهند في عام 1751. بين الهند الشرقية البريطانية. شركة الهند الشرقية تدعم محمد علي، نواب تانجور. ثانجافور ضد شركة الهند الشرقية الفرنسية التي تدعم نواب أركوت، شاندا صاحب.[20]

- شاهنامة ديباشا قديم،

- مسققة قديمة،

- طارق الأدب

- طارق مشاهير هند،[21]

- تذكرة الشورى والشعائر

- عصر الإكرام،[22]

- جواهر العجائب

- محبوب العصر،

- خاموسول إعلام،

- إسنامول العرب

- قبول الاسلام

- صلاة المعبر 1929،[23]

- تاريخ ماليبار،[24]

- مؤرّخو إي هند،[21]

- تحفة المجاهدين 1931،[25][26]

- العمادية،[27]

- نظام التواريخ،[28]

- تاريخ زوبان الأردية القديمة،[29]

- تاريخ ذو القرنين الأردية المسماة بالأردية القديمة،[30][31]

- تاريخ المجلد الثالث،[32]

- تاريخ،[33]

- أهليار،[34]

- براسينا مالابار،[35]

- سكيجات شاهان عوض (1918).[36]

## طالع أيضًا
- قائمة الكتاب الهنود [الإنجليزية]